# Tomopleura
Tomopleura là một chi ốc biển, là động vật thân mềm chân bụng sống ở biển trong họ Borsoniidae.